# 五十鈴D-Max
五十鈴D-Max是日本五十鈴車廠於2002年推出的農夫車，與通用汽車旗下其他車廠的中型貨車共用同一個底盤，例如雪佛蘭Colorado和吉姆西Canyon。在泰國它甚至直接使用雪佛蘭Colorado的商標，雖然款式與美國版的雪佛蘭Colorado不盡相同。2003至2008年間，它在澳大拉西亞曾被喚作霍頓Rodeo，之後改名為霍頓Colorado。在英國則以五十鈴Rodeo銷售。五十鈴在全球多個城市均有設廠生產，搭載2.5至3.5公升的柴油引擎，配合後輪或四輪驅動，由於可靠耐用，售價相宜，特別受到建築業界所歡迎。